# Tercer Polo
Tercer Polo (Terzo Polo) fue un pequeño partido político italiano democristiano, con sede en el sur de Italia, especialmente en los Abruzos. Su líder era Vincenzo Scotti, el exministro de Interior de Democracia Cristiana.
El partido se presentó a las elecciones generales de 2006, independientemente de las dos grandes coaliciones. En 2007, el partido contaba cuatro consejeros regionales; en enero de 2008 el IdC se asoció con el Movimiento por las Autonomías, con la intención de crear una red de partidos democristianos y regionalistas.
Después de las elecciones generales de 2008 Scotti fue nombrado Subsecretario de Relaciones Exteriores en el gobierno de Silvio Berlusconi y más tarde también presidente del MpA. En las elecciones regionales de los Abruzos de 2008 el MpA obtuvo el 3,3 % de los votos y un diputado regional.
- Datos: Q2264647